# Secretaría General de la Presidencia del Perú
La Secretaría General del Despacho Presidencial es el órgano responsable de brindar asistencia técnica y administrativa al Presidente y a los Vicepresidentes de la República del Perú.

## Funciones
Realiza acciones de coordinación con las entidades públicas, instituciones nacionales e internacionales, organizaciones y sectores representativos de la ciudadanía. Es responsable de la conducción, coordinación y supervisión de los órganos de línea

## Lista secretarios generales
- Nazario Chávez Aliaga (1956-1961)
- Julio Vargas Prada (1961-1963)
- Álvaro Llona Bernal
- Julio Quintanilla
- Oswaldo de Rivero Barreto
- Gustavo Silva Aranda
- Juan Garland Combe
- Luis Macchiavello (1975-1980)
- Óscar Maúrtua de Romaña (1980-1985)
- Enrique Cornejo Ramírez (1985-1986)
- Víctor Díaz Lau (1990-1993)
- José Kamiya Teruya (1995-2000)
- José Elice Navarro (2000-2002)
- Fernando de la Flor Arbulú (2002)
- Guillermo Gonzales Arica (2002-2003)
- Luis Chuquihuara Chill (2003-2005)
- Nicolás Roncagliolo Higueras (2005)
- Ysmael Núñez Sáenz (2005-2006)
- Luis Nava Guibert (2006-2011)
- Luis Chuquihuara Chill (2011-2012)[1]
- María Elena Juscamaita Arangüena (2012-2016)[2]
- María Lila Iwasaki Cauti (2016-2017)
- Nicolás Fernando Rodríguez Galer (2017-2018)[3]
- Mirian Maribel Morales Córdova (2018-2020)
- José Elice Navarro (2020)
- Félix Alcides Pino Figueroa (2020-2021)
- Bruno Pacheco Castillo (2021)
- Carlos Jaico Carranza (2021-2022)